# 캐니 윤곽선 검출
캐니 윤곽선 검출기(Canny edge detector)는 미국의 존 캐니(John Canny) 교수가 개발한 윤곽선 검출 기법이다.
캐니 윤곽선 검출기는 다단계 알고리즘을 사용하여 이미지의 광범위한 가장자리를 감지하는 가장자리 감지 연산자이다. 캐니는 또한 이 기술이 작동하는 이유를 설명하는 가장자리 감지의 계산 이론을 제시했다.

## 개발
캐니 윤곽선 감지는 다양한 비전 객체에서 유용한 구조 정보를 추출하고 처리할 데이터의 양을 획기적으로 줄이는 기술이다. 다양한 컴퓨터 비전 시스템에 널리 적용되었다. 캐니는 다양한 비전 시스템에 가장자리 감지를 적용하기 위한 요구 사항이 상대적으로 유사하다는 사실을 발견했다. 따라서 이러한 요구 사항을 해결하는 가장자리 감지 솔루션은 다양한 상황에서 구현될 수 있다. 가장자리 감지의 일반적인 기준은 다음과 같다.
1. 오류율이 낮은 윤곽선 감지. 이는 이미지에 표시된 윤곽선을 최대한 정확하게 포착해야 함을 의미한다.
2. 작업자가 감지한 윤곽선 포인트는 윤곽선 중앙에 정확히 위치해야 한다.
3. 이미지의 특정 가장자리는 한 번만 표시되어야 하며, 가능한 경우 이미지 노이즈로 인해 잘못된 가장자리가 생성되어서는 안 된다.

이러한 요구 사항을 충족하기 위해 캐니는 주어진 함수를 최적화하는 함수를 찾는 기술인 변분법을 사용했다. 캐니 검출기의 최적 함수는 4개의 지수 항의 합으로 설명되지만 가우스의 1차 도함수로 근사화할 수 있다.
지금까지 개발된 윤곽선 검출 방법 중 캐니 윤곽선 검출 알고리즘은 우수하고 안정적인 검출을 제공하는 가장 엄격하게 정의된 방법 중 하나이다. 윤곽선 검출을 위한 세 가지 기준을 충족하는 최적성과 구현 프로세스의 단순성으로 인해 윤곽선 검출을 위한 가장 널리 사용되는 알고리즘 중 하나가 되었다.

## 과정
캐니 윤곽선 감지 알고리즘의 프로세스는 다섯 가지 단계로 나눌 수 있다.
1. 노이즈를 제거하기 위해 가우시안 필터를 적용하여 이미지를 매끄럽게 만든다.
2. 이미지의 강도 변화도 찾기
3. 경사도 크기 임계값 또는 하한 차단 억제를 적용하여 가장자리 감지에 대한 의사 응답을 제거한다.
4. 잠재적인 윤곽선을 결정하기 위해 이중 임계값을 적용한다.
5. 이력에 의한 가장자리 추적: 약한 가장자리와 강한 가장자리에 연결되지 않은 다른 모든 가장자리를 억제하여 가장자리 감지를 마무리한다.

## 같이 보기
- 컴퓨터 비전
- 디지털 화상 처리
- 특징 공학